# Gyllene templet
Gyllene templet eller Harmandir Sahib eller Hari Mandir (punjabi: ਹਰਿਮੰਦਰ ਸਾਹਿਬ, bokstavligt "Hemlig audiens") i Amritsar i norra Indien är sikhernas viktigaste helgedom.

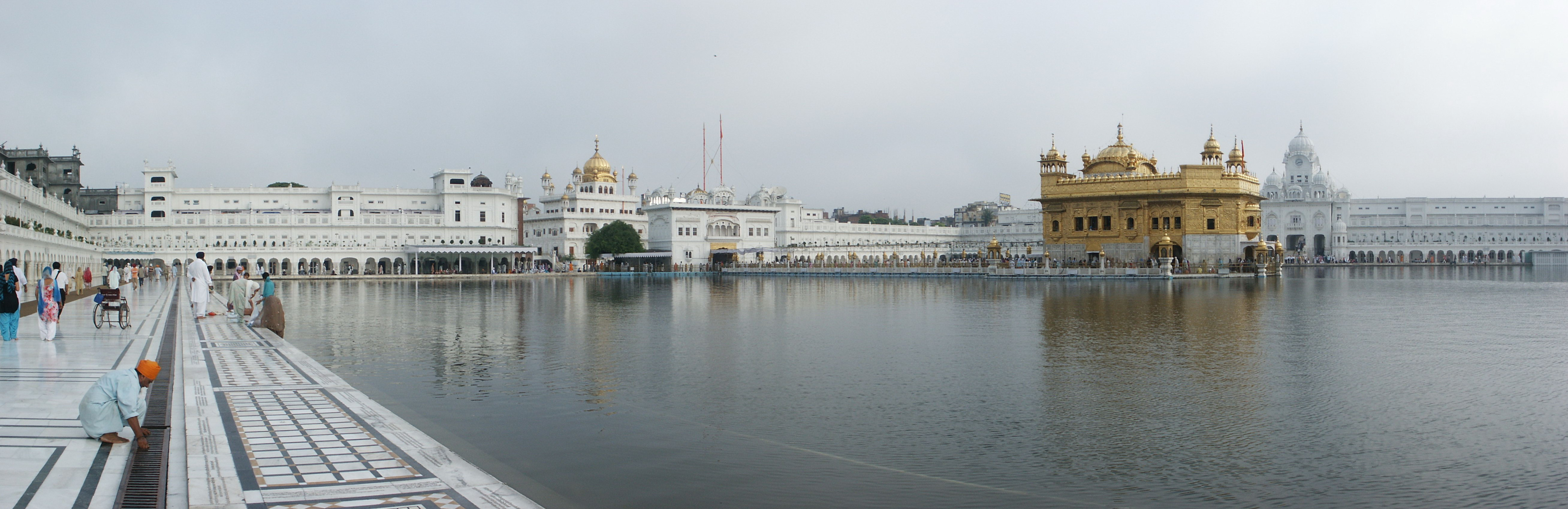
En panoramabild på templet

Gyllene templet utgör en ö i dammen Odödlighetens sjö, som är belägen i gurdwaran i Amritsar. Templet är förgyllt med omkring 200 kilogram bladguld, som donerats av sikher runt om i världen. Templet förgylldes år 1830. I templet förvaras Adi Granth, Guru Granth Sahib, sikhernas heliga skrift och guru.

## Historik
År 1984 beordrade Indira Gandhi en stormning av det då av separatister ockuperade tempelområdet, en händelse som gått till historien under namnet massakern i Gyllene templet. Hon mördades senare av två av sina sikhiska livvakter..